# Neuapostolisches Gesangbuch
Unter dem Titel Neuapostolisches Gesangbuch ist in den Jahren 1910 und 1925 jeweils ein Gesangbuch für den Gebrauch in der Neuapostolischen Kirche im deutschsprachigen Raum erschienen. Die Ausgabe von 1925 war bis Ostern 2005 in Verwendung und wurde durch das neue Gesangbuch der Neuapostolischen Kirche abgelöst.

## Das Neuapostolische Gesangbuch von 1910
Das 1910 erschienene Neuapostolische Gesangbuch (Untertitel Zum Gebrauch bei allen Gottesdiensten der Neuapostolischen Gemeinden) war der Nachfolger des Apostolischen Gesangbuchs. Es enthält 645 Lieder und erschien in einer reinen Text- sowie einer Notenausgabe. Die Notenausgabe enthält 55 zusätzliche Stücke für gemischten Chor sowie 11 liturgische Gesänge. Außerdem war ihr ein Liederheft mit 50 Chorstücken verschiedener Genres beigefügt, das als Singheft „zum Mitnehmen“ gedacht war.
Während das Apostolische Gesangbuch hauptsächlich protestantische Choräle und Erweckungslieder enthielt, treten in der Ausgabe von 1910 verstärkt missionarisch-kämpferische Lieder hinzu.

## Das Neuapostolische Gesangbuch von 1925
Die 1925 erschienene Ausgabe des Neuapostolischen Gesangbuchs (ebenfalls Untertitel Zum Gebrauch bei allen Gottesdiensten der Neuapostolischen Gemeinden) löste die Ausgabe von 1910 ab. Das Neuapostolische Gesangbuch von 1925 enthält 652 Lieder, von denen 396 aus dem Gesangbuch von 1910 übernommen sind. Es bildet die Grundlage für zahlreiche fremdsprachige Gesangbücher der Neuapostolischen Kirche.
Die Gesangbuch von 1925 wurde Ostern 2005 durch das Gesangbuch der Neuapostolischen Kirche abgelöst.